# Pleistervloer
Een pleistervloer is een zandcementvloer die tijdens de applicatie, nat op nat, is voorzien van een toplaag van cementpap: een vloeibaar mengsel van cement en water. Wanneer een zandcementvloer zal worden voorzien van een pleistertoplaag wordt hier bij applicatie al rekening mee gehouden door minder water aan de mortel toe te voegen. Zo kan later de cementpap mooier en beter intrekken. Deze cementpap wordt met de spaan aangebracht en daarna afgespaand, zodat een glad resultaat ontstaat. Een handgespaande vloer geeft een levendigere uitstraling dan een vloer waarbij dat machinaal is gedaan. De harde toplaag ziet er ongeveer uit als een afgewerkte betonvloer. Aan de cementpap kan pigment en primer worden toegevoegd. De toevoeging van primer is voor een betere hechting. Veelvoorkomende kleuren zijn antraciet en grijs. Pleistervloeren worden mooier naarmate er meer overheen gelopen wordt; de vloer wordt dan als het ware gepolijst. Ze zijn na twee jaar op hun mooist.

## Uitharding
De pleistervloer hardt gemiddeld 1 cm per week uit. De minimale dikte van een vloer is 3 cm, maar 5 cm wordt aanbevolen. Vier dagen na applicatie is een pleistervloer licht beloopbaar.

## Toepassing
De pleistervloer wordt veel toegepast in garages, schuren en showrooms. Dit type vloer is in tegenstelling tot de onafgewerkte zandcementvloer stofvrij en makkelijk in onderhoud. Een pleistervloer is redelijk waterdicht en kan zonder problemen worden gedweild. Wanneer volledige waterdichtheid gewenst is kan de vloer worden voorzien van een transparante coating van polyurethaan.
Pleistervloeren zijn geschikt voor vloerverwarming, echter scheurvorming kan niet altijd voorkomen worden.